# Pentose

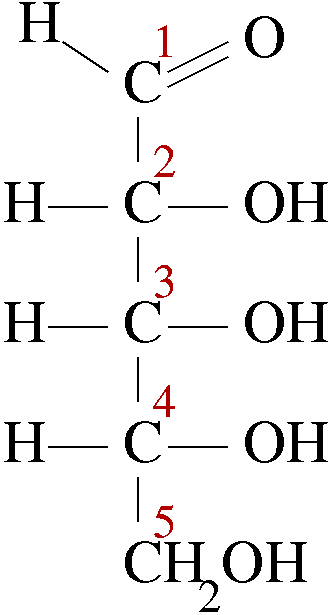
Estrutura da D-ribose, uma aldo-pentose, na projeção de Fischer.

Pentoses são monossacarídeos (glícidos simples) compostos por cinco carbonos. Para os seres vivos, as pentoses mais importantes são a ribose e a desoxirribose, que são as componentes estruturais dos ácidos nucleicos, os quais comandam as funções celulares. Podem ser classificadas em aldo-pentoses, caso possuam uma função aldeído (grupamento carbonila terminal), ou ceto-pentoses, caso possuam uma função cetona (grupamento carbonila entre radicais). As pentoses apresentam a fórmula molecular {\displaystyle {\ce {C5H10O5}}}. 
A desoxirribose é a pentose que entra na composição química do ácido desoxirribonucleico (ADN), enquanto a ribose entra na constituição do ácido ribonucleico (ARN). A nomenclatura de trioses, tetroses, pentoses e hexoses foi desenvolvida por Emil Fischer, dando a todos e quaisquer tipos de açúcares a terminação "-ose", a partir dos seus estudos de carboidratos iniciados em 1880. Fischer também endossou os termos aldose e cetose, propostos por James Armstrong, estudioso da área de orgânica geral e bioquímica.